# Marysya (inslagkrater)
Marysya is een inslagkrater op de planeet Venus. Marysya werd in 1997 genoemd naar Marysya, een Wit-Russische meisjesnaam.
De krater heeft een diameter van 6,3 kilometer en bevindt zich in het quadrangle Meskhent Tessera (V-3).